# M21 (モニター)
M21（英語: HMS M21）はイギリス海軍のモニター。M15級。

## 設計
沿岸砲撃用に作られた艦であり、主兵装は単装のBL 9.2インチMk VI砲で、これはエドガー級防護巡洋艦のテセウス (防護巡洋艦)から移設されたものである。また、9.2インチ砲に加えて12ポンド砲および6ポンド対空砲を装備した。ボリンダー社製の焼玉エンジンが不足したため、他の同型艦と違い、2軸の三段膨張式蒸気機関を使用し、最高速度は11ノットに達した。モニターの乗組員は69名の士官及び兵卒からなっていた。

## 建造
M21は1915年3月に発注されたが、これは戦時緊急造船計画の一部としてだった。レイルトン・ディクソン社の造船所で1915年3月に起工、1915年5月27日進水。1915年7月20日に竣工した。

## 第一次世界大戦
M21は1915年9月から地中海戦線に送られ、エーゲ海のムドロス港へ移動。11月にはポートサイドへ移り、スエズ運河の防衛にあたる。また、シナイ半島北部での戦闘の支援もおこなった。1917年7月、M21は地中海を離れドーバー海峡へ移動。9月には、西部戦線の砲兵部隊への転用を目的として主砲である9.2インチ砲が撤去され、代わりにBL 7.5インチMk III 50口径砲が装備された。10月にはドーバー哨戒に戻り、1918年4月、第1次オーステンデ襲撃に参加した。

## 最後
10月20日、オーステンデからの出港時に触雷。2度爆発があり浸水。沈没を避けるため座礁させられ、乗員の脱出後横転。死者5名。